# Rumlaborgs BTK
Rumlaborgs BTK, bordtennisklubb i Huskvarna, Jönköpings kommun och län, bildad 1931 av ungdomar från kvarteren intill medeltidsfästet Rumlaborg i Huskvarna. Vid starten döptes den till Rumlaborgs Ping-Pongklubb, men redan vid årsmötet 1932 ändrade man till nuvarande namn.
Tre bröder Lindberg engagerade starkt sig i klubben: Torsten Lindberg som senare blev legendarisk fotbollsmålvakt, var klubbens första storspelare. Gunnar hade uppdrag som klubbordförande, medan Thage var allmänt pådrivande.
I det senare bildade Smålands Bordtennisförbund valdes Thage till ordförande.
På senare år har klubben noterat stora framgångar.